# MTV Movie Awards 2016
La 25e cérémonie des MTV Movie & TV Awards a lieu le 10 avril 2016 à Los Angeles et est retransmise sur la chaîne MTV le 11 avril à 22h30 sur MTV.
De 1992 à 2016, la cérémonie ne récompensait que le cinéma mais depuis 2017, elle récompense aussi les émissions de télévisions.
Les prix récompensent les réalisations de l'année dans le cinéma.
Les premières nominations sont annoncées le 11 mars 2016.

## Performances

### Show
- Halsey – "Castle"
- Dwayne Johnson, Kevin Hart, Adam DeVine, Anthony Mackie et Rebel Wilson – "25th Anniversary Tribute Rap"
- Salt-N-Pepa – "Shoop"
- The Lonely Island – "Will Smith Medley"
- Ariana Grande – "Dangerous Woman"

## Remettants
- Miles Teller – présente la catégorie de la Meilleure actrice
- Keegan-Michael Key et Jordan Peele – présentent la catégorie de la Meilleure prestation virtuelle
- Chris Evans – présente en exclusivité le clip de Captain America: Civil War
- Chris Hemsworth, Charlize Theron et Jessica Chastain – introduit Halsey
- Jesse Eisenberg, Lizzy Caplan et Woody Harrelson – présentent la catégorie de la Meilleure séquence d'action
- Common – introduit l'hommage du 25ème anniversaire des MTV Movie Awards et Kendrick Lamar
- Kendrick Lamar – présente la catégorie du Meilleur film inspiré d'une histoire vraie
- Seth Rogen et Zac Efron – présentent la catégorie de la Meilleure performance comique
- Kevin Hart – introduit The Lonely Island
- Queen Latifah et Halle Berry – présentent le prix MTV Generation Award
- Anna Kendrick, Zac Efron et Adam DeVine – présentent la catégorie de la Meilleure révélation
- Kendall Jenner et Gigi Hadid – introduit Ariana Grande
- Stephen Amell – présente la catégorie du Meilleur baiser
- Will Smith, Margot Robbie, Cara Delevingne et Jared Leto – présentent en exclusivité le trailer de Suicide Squad
- Dwayne Johnson et Kevin Hart – présentent le prix Comedic Genius Award
- Emilia Clarke et Andy Samberg – présentent la catégorie du Meilleur combat
- Eddie Redmayne – présente le teaser de Les Animaux fantastiques
- Alexander Skarsgård et Samuel L. Jackson – présentent la catégorie du Meilleur film de l'année

## Palmarès
Les lauréats sont indiqués ci-dessous dans chaque catégorie et en caractères gras.

### Film de l'année(Movie of the Year)
★ Star Wars, épisode VII : Le Réveil de la Force
- Avengers : L'Ère d'Ultron
- Creed : L'Héritage de Rocky Balboa
- Deadpool
- Jurassic World
- NWA: Straight Outta Compton

### Meilleur film inspiré d'une histoire vraie (True Story)
★ NWA: Straight Outta Compton
- Joy
- Seul conte tous
- Steve Jobs
- The Big Short : Le Casse du siècle
- The Revenant

### Meilleur documentaire (Best Documentary)
★ Amy
- Cartel Land
- Il m'a appelée Malala
- The Hunting Ground
- The Wolfpack
- What Happened, Miss Simone?

### Meilleur acteur (Best Actor / Best Male Performance)
★ Leonardo DiCaprio, The Revenant
- Chris Pratt, Jurassic World
- Matt Damon, Seul sur Mars
- Michael B. Jordan, Creed : L'Héritage de Rocky Balboa
- Ryan Reynolds, Deadpool
- Will Smith, Seul contre tous

### Meilleure actrice (Best Actress)
★ Charlize Theron, Mad Max: Fury Road
- Alicia Vikander, Ex Machina
- Anna Kendrick, Pitch Perfect 2
- Daisy Ridley, Star Wars, épisode VII : Le Réveil de la Force
- Jennifer Lawrence, Joy
- Morena Baccarin, Deadpool

### Meilleure révélation (Breakthrough Performance)
★ Daisy Ridley, Star Wars, épisode VII : Le Réveil de la Force
- Amy Schumer, Crazy Amy
- Brie Larson, Room
- Dakota Johnson, Cinquante nuances de Grey
- John Boyega, Star Wars, épisode VII : Le Réveil de la Force
- O'Shea Jackson Jr., NWA: Straight Outta Compton

### Meilleure performance comique (Best Comedic Performance)
★ Ryan Reynolds, Deadpool
- Amy Schumer, Crazy Amy
- Kevin Hart, Mise à l'épreuve 2
- Melissa McCarthy, Spy
- Rebel Wilson, Pitch Perfect 2
- Will Ferrell, En taule : Mode d'emploi

### Meilleure scène d’action (Best Action Performance)
★ Chris Pratt, Jurassic World
- Dwayne Johnson, San Andreas
- Jennifer Lawrence, Hunger Games : La Révolte, partie 2
- John Boyega, Star Wars, épisode VII : Le Réveil de la Force
- Ryan Reynolds, Deadpool
- Vin Diesel, Fast and Furious 7

### Meilleur héro (Best Hero)
★ Jennifer Lawrence, Hunger Games : La Révolte, partie 2
- Charlize Theron, Mad Max: Fury Road
- Chris Evans, Avengers : L'Ère d'Ultron
- Daisy Ridley, Star Wars, épisode VII : Le Réveil de la Force
- Dwayne Johnson, San Andreas
- Paul Rudd, Ant-Man

### Meilleur méchant
- Adam Driver dans Star Wars, épisode VII : Le Réveil de la Force
  - Ed Skrein dans Deadpool
  - Hugh Keays-Byrne dans Mad Max: Fury Road
  - James Spader dans Avengers : L'Ère d'Ultron
  - Samuel L. Jackson pour le rôle de Richmond Valentine dans Kingsman : Services secrets (Kingsman: The Secret Service)
  - Tom Hardy dans The Revenant

### Meilleure performance virtuelle (Best Virtual Performance)
★ Amy Poehler, Vice-Versa
- Andy Serkis, Star Wars, épisode VII : Le Réveil de la Force
- Jack Black, Kung Fu Panda 3
- Lupita Nyong'o, Star Wars, épisode VII : Le Réveil de la Force
- Seth MacFarlane, Ted 2

### Meilleur casting d'ensemble (Ensemble Cast)
★ Pitch Perfect 2
- Avengers : L'Ère d'Ultron
- Fast and Furious 7
- Star Wars, épisode VII : Le Réveil de la Force
- Hunger Games : La Révolte, partie 2
- Crazy Amy

### Meilleur baiser (Best Kiss)
★ Rebel Wilson & Adam DeVine, Pitch Perfect 2
- Amy Schumer & Bill Hader, Crazy Amy
- Dakota Johnson & Jamie Dornan, Cinquante nuances de Grey
- Leslie Mann & Chris Hemsworth, Vive les vacances
- Margot Robbie & Will Smith, Diversion
- Morena Baccarin & Ryan Reynolds, Deadpool

### Meilleur combat (Best Fight)
★ Deadpool (Ryan Reynolds) contre Ajax (Ed Skrein), Deadpool
- Hugh Glass (Leonardo DiCaprio) contre un ours, The Revenant
- Imperator Furiosa (Charlize Theron) contre Max Rockatansky (Tom Hardy), Mad Max: Fury Road
- Iron Man (Robert Downey Jr.) contre Hulk (Mark Ruffalo), Avengers : L'Ère d'Ultron
- Rey (Daisy Ridley) contre Kylo Ren (Adam Driver), Star Wars, épisode VII : Le Réveil de la Force
- Susan Cooper (Melissa McCarthy) contre Lia (Nargis Fakhri), Spy

### MTV Generation Award: Prix d'honneur pour l'ensemble de sa carrière
- Will Smith

### MTV Comedic Genius Award: Prix Comique de génie
- Melissa McCarthy